# Antonij (Borovyk)
Antonij (světským jménem: Olexandr Anatolijevyč Borovyk; * 30. března 1968, Lubny) je ukrajinský duchovní Ukrajinské pravoslavné církve Moskevského patriarchátu, emeritní biskup ugolský a vikář chustské eparchie.

## Život
Narodil se 30. března 1968 ve městě Lubny. 
Od roku 1981 žil v Oděse. Po střední škole nastoupil na technickou školu. Po absolvování povinné vojenské služby pokračoval ve studiu na Oděském duchovním semináři.
Dne 15. října 1990 byl zapsán mezi bratry Uspenského monastýru v Oděse. Dne 10. prosince 1990 byl rukopoložen na diákona a 24. prosince postřižen na monacha se jménem Antonij.
Dne 29. srpna 1993 byl rukopoložen na jeromonacha.
Dne 31. října 1995 se stal blagočinným monastýru svatého Pantelejmona s povýšením na igumena. Dne 7. ledna 2000 byl povýšen na archimandritu.
Roku 2001 dokončil dálkové studium Kyjevské duchovní akademie.
Dne 9. března 2004 se stal představeným monastýru svatého Eliáše.
Dne 8. května 2008 jej Svatý synod Ukrajinské pravoslavné církve zvolil biskupem umaňským a zvenyhorodským. Dne 17. května byl oficiálně jmenován biskupem a o den později proběhla jeho biskupská chirotonie. Hlavním světitelem byl metropolita kyjevský a celé Ukrajiny Volodymyr (Sabodan).
Dne 11. listopadu 2008 byl převeden na oleksandrijskou katedru.
V reakci na četné písemné výzvy byla 20. září 2012 zřízena komise pro šetření záležitostí oleksandrijské eparchie.
Dne 20. prosince 2012 byl odvolán z funkce eparchiálního biskupa a penzionován. Jako místo pobytu mu byla nařízena Počajivská lávra.
Dne 16. září 2014 byl ustanoven biskupem ugolským a vikářem chustské eparchie. Dne 3. dubna 2019 byl osvobozen od funkce vikáře a penzionován.